# Navarino (Wisconsin)
Navarino es un pueblo ubicado en el condado de Shawano en el estado estadounidense de Wisconsin. En el Censo de 2010 tenía una población de 446 habitantes y una densidad poblacional de 4,82 personas por km².

## Geografía
Navarino se encuentra ubicado en las coordenadas 44°38′13″N 88°32′57″O / 44.63694, -88.54917. Según la Oficina del Censo de los Estados Unidos, Navarino tiene una superficie total de 92.62 km², de la cual 91.47 km² corresponden a tierra firme y (1.24%) 1.14 km² es agua.

## Demografía
Según el censo de 2010, había 446 personas residiendo en Navarino. La densidad de población era de 4,82 hab./km². De los 446 habitantes, Navarino estaba compuesto por el 95.74% blancos, el 0% eran afroamericanos, el 1.57% eran amerindios, el 0% eran asiáticos, el 0% eran isleños del Pacífico, el 0.9% eran de otras razas y el 1.79% pertenecían a dos o más razas. Del total de la población el 1.57% eran hispanos o latinos de cualquier raza.